# Renault Mégane IV
El Renault Mégane IV es un compacto coche producido por el fabricante de automóviles Renault. Esta es la cuarta generación de Mégane. Está disponible en tres cuerpos. : el sedán de cinco puertas entre 2016 y 2024, la camioneta Estate presentada en el Salón del Automóvil de Ginebra de 2016, y el sedán de cuatro puertas llamado Mégane GrandCoupe, no vendido en Francia. Desde principios de 2018 también existe una versión deportiva más radical que el GT, el RS (para Renault Sport ) como ocurrió con las dos generaciones anteriores del Mégane. Las versiones coupé (3 puertas) y coupé-cabriolet desaparecen del catálogo con motivo del paso a esta cuarta generación.

## Hatchback de 5 puertas

### Presentación
Tras una filtración de imágenes en internet el 6 de septiembre de 2015 , el coche fue presentado oficialmente al día siguiente por Renault en la web. La versión deportiva denominada GT se presenta simultáneamente, el mismo día. El Renault Mégane IV hace su primera aparición pública en el Salón del Automóvil de Frankfurt el 14 septembre 2015. Llega al concesionario el 14 janvier 201614 de enero de 2016.
El concepto del diseño exterior del Renault Mégane IV fue creado por Franck Le Gall.
Adopta la firma luminosa ya presente en el nuevo Renault Talisman, es decir, las luces diurnas en forma de contra ". Las luces de cruce, diurnas y de posición también son LED.

Internamente, el nombre en clave de la berlina de 5 puertas es BFB y el del derivado familiar KFB.

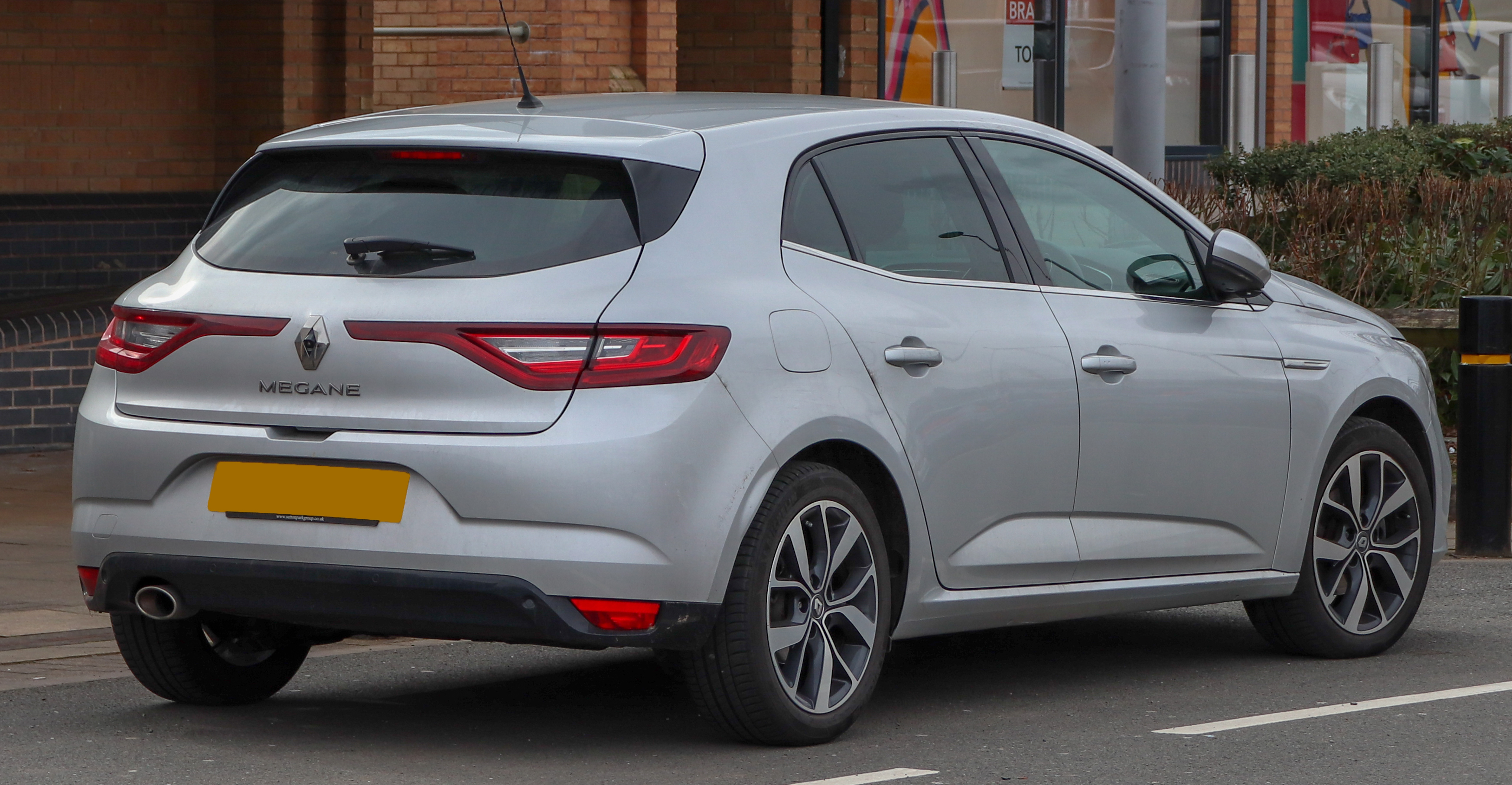
Trasera del Mégane IV
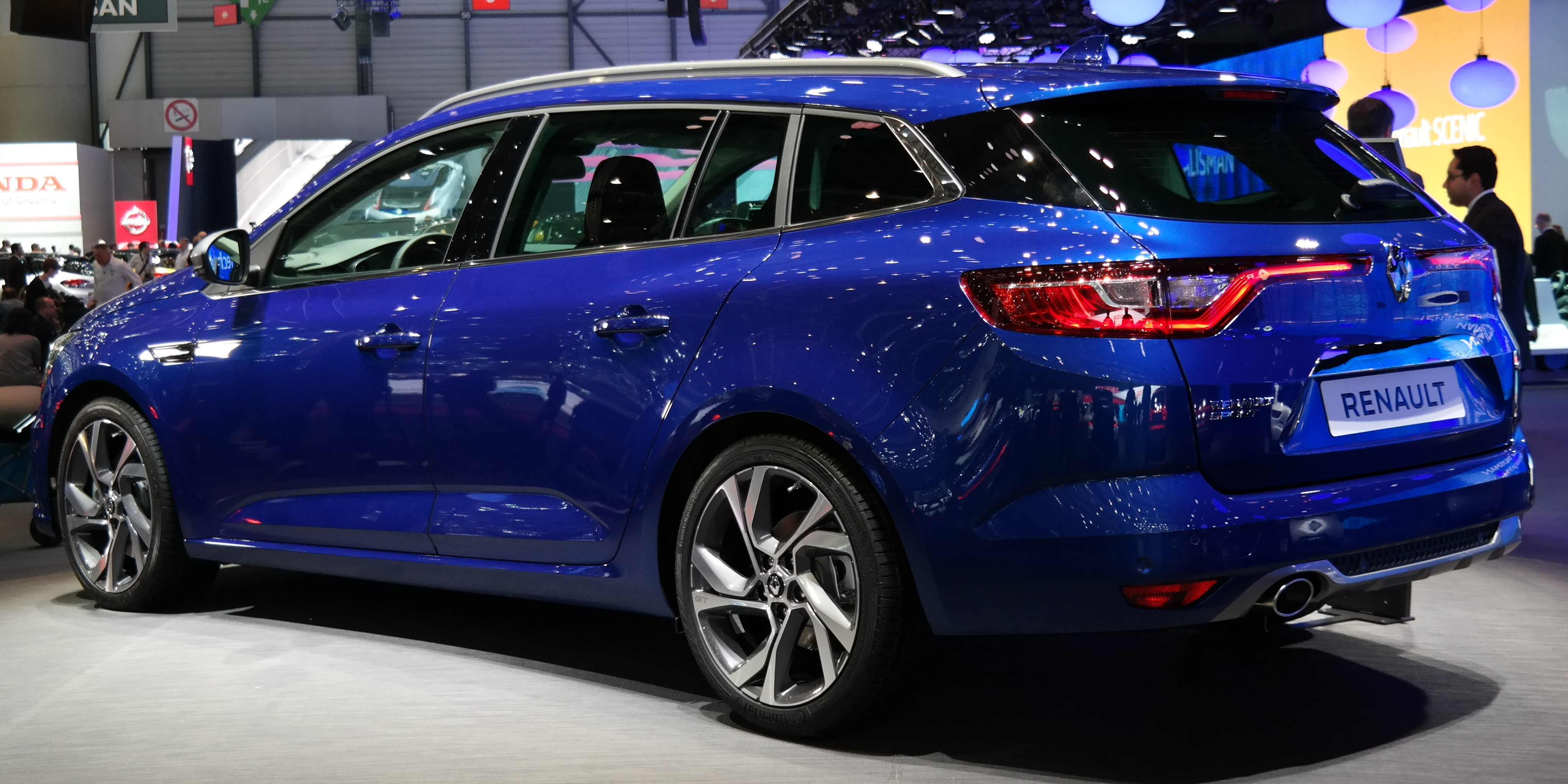
Mégane GrandTour (familiar)
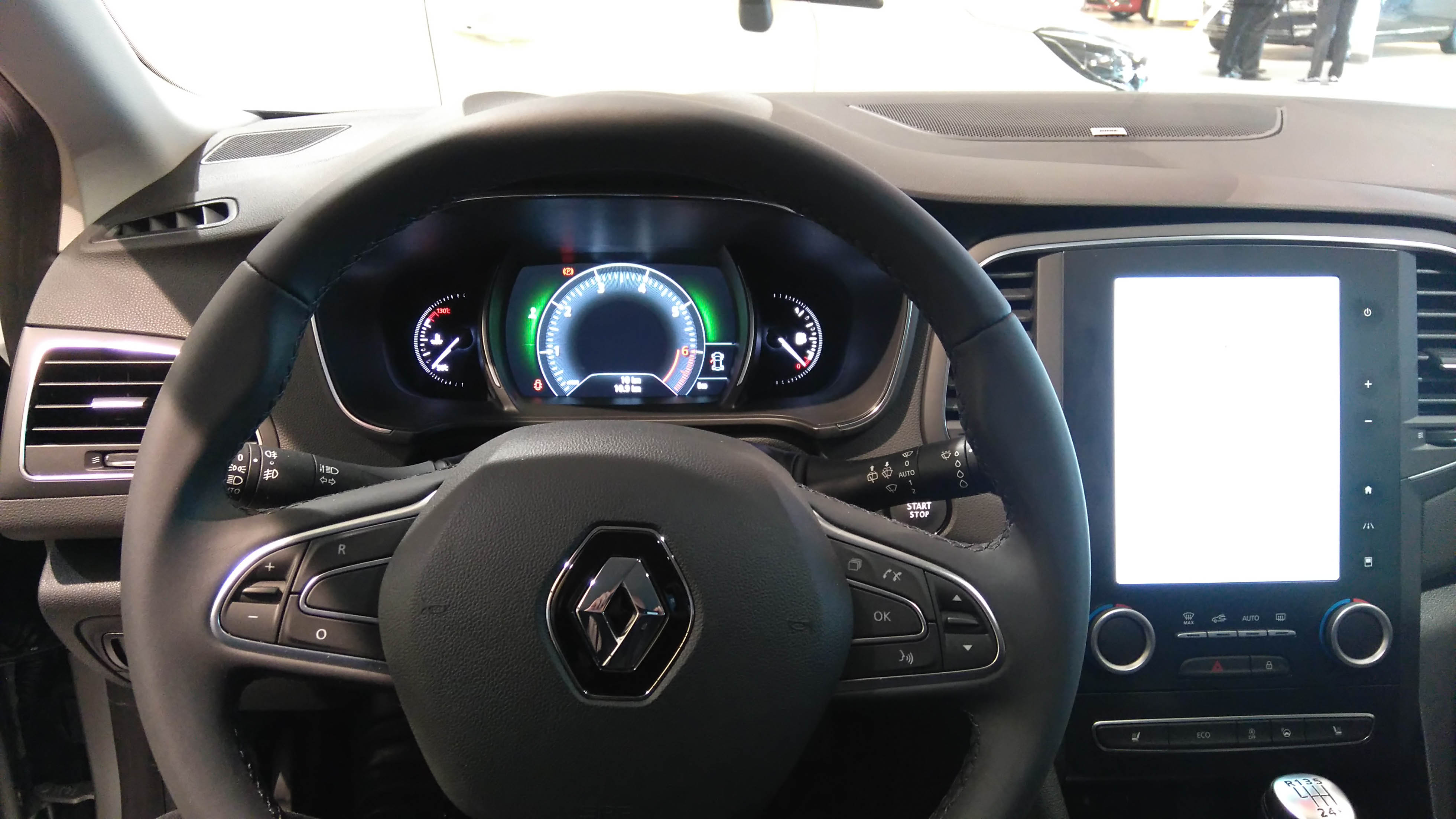
Interior
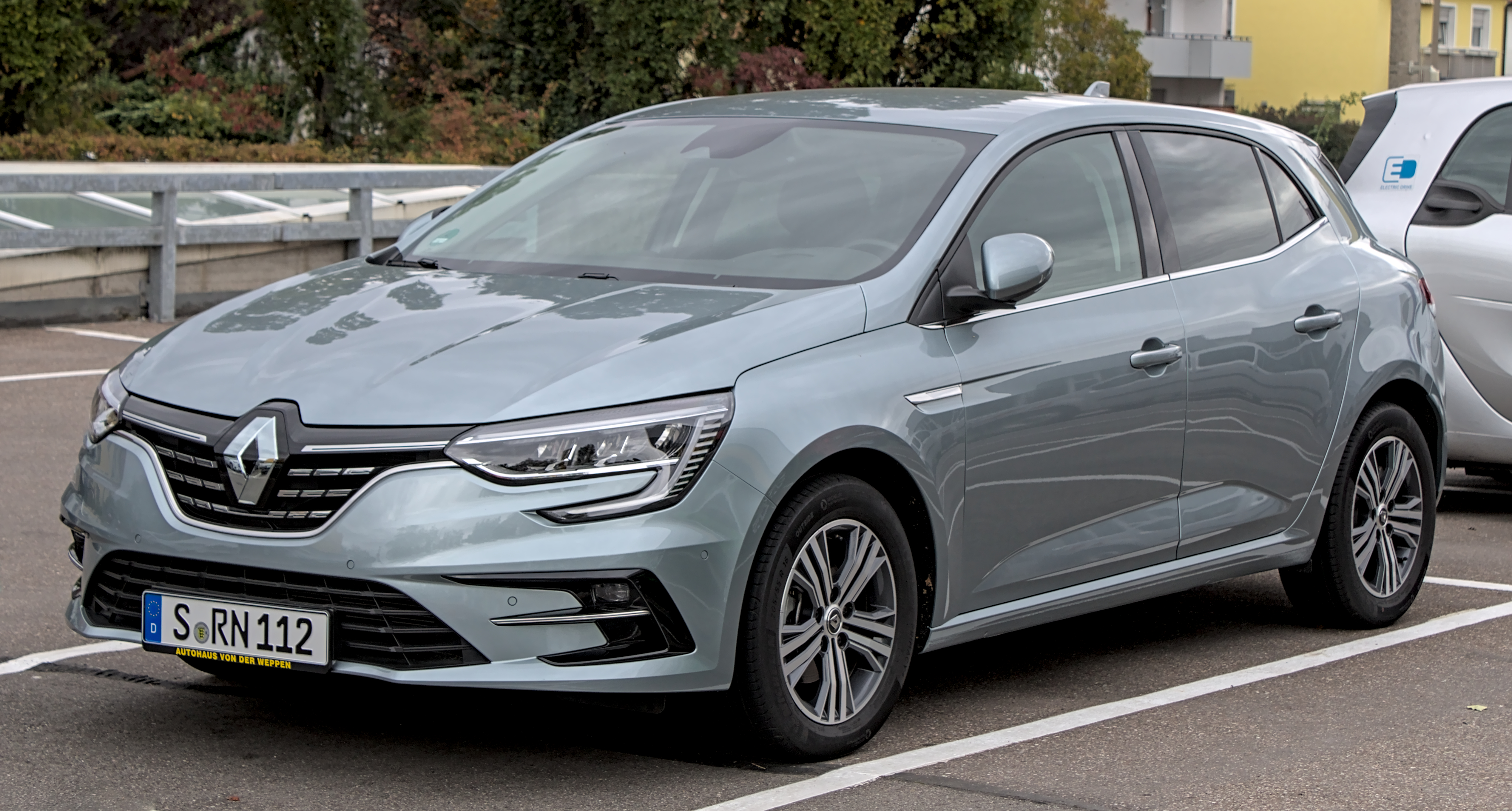
Mégane IV (estiramiento facial)
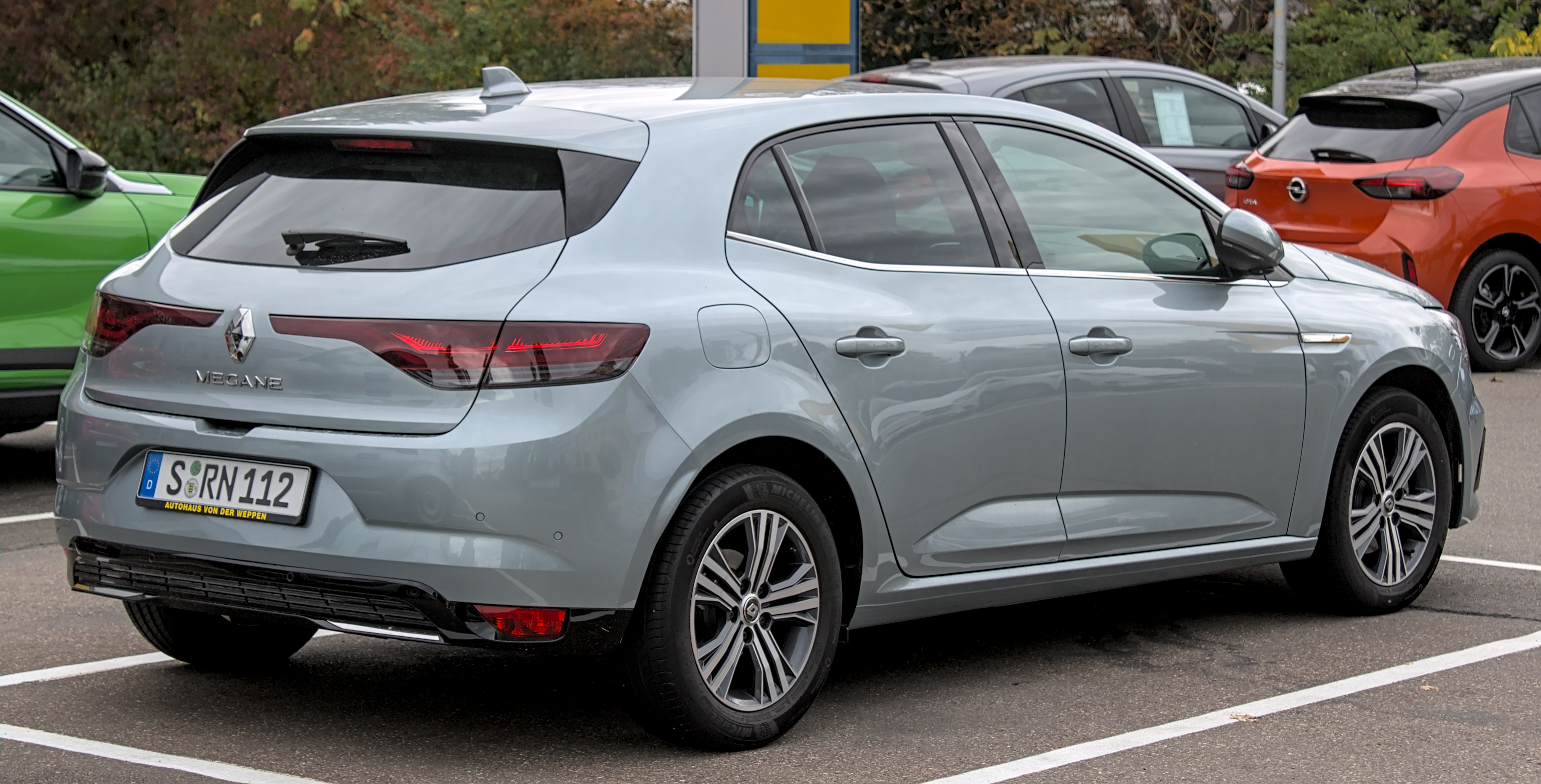
Mégane IV (estiramiento facial)
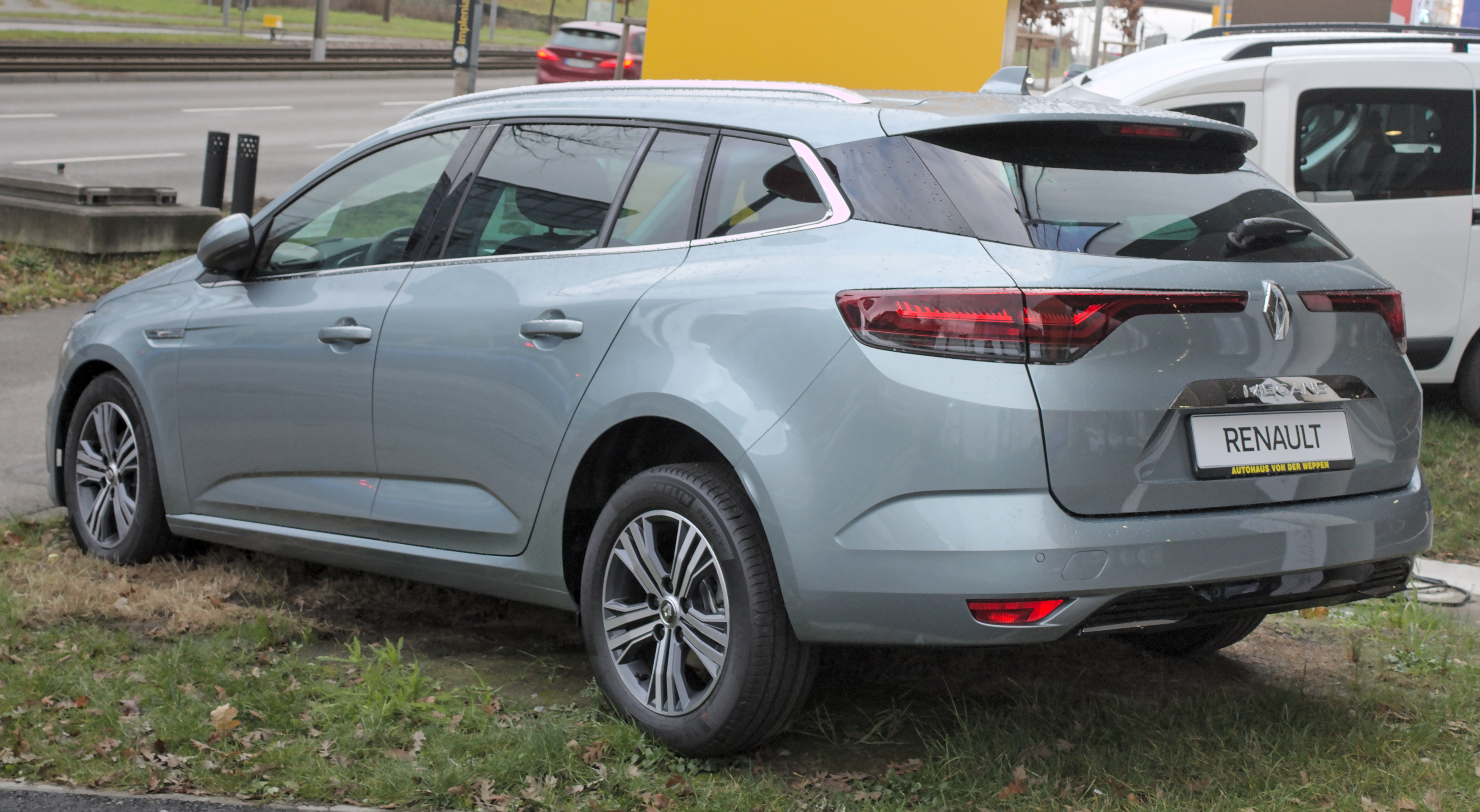
Mégane GrandTour (estiramiento facial)

### Fase 2
La versión rediseñada del Mégane de 4 generación se iba a presentar en el Salón Internacional del Automóvil de Ginebra de 2020, pero se canceló debido a la epidemia de coronavirus COVID-19. Se comercializa a partir de septiembre de 2020.
Además de algunas modificaciones estéticas exteriores ( faros, escudos, parrilla ), el interior del Mégane también se actualiza. El sistema EasyLink se actualiza, nuevos tapizados y colores de ambiente están disponibles mientras que los contadores se reemplazan por una pantalla personalizable de 10,2 pulgadas.
En mayo de 2022, las tarifas aumentan en 650 €, elevando el primer premio en Francia a 28 800 €.

### Características

#### Plataforma
Utiliza la nueva plataforma CMF-CD del grupo Renault-Nissan, ya utilizada para las anteriores innovaciones de la marca del rombo. : Kadjar, Espace V y Talismán . Como en los dos últimos, esta plataforma permite la integración opcional de dirección en las cuatro ruedas (tecnología "4Control"), tanto para la versión GT como para la versión RS.

#### Motores
El fabricante francés presenta su nueva unidad, el 1.6 Energy dCi 165 Twin Turbo, su primer motor 1.6 dCi con doble sobrealimentación.
" Con su victoria en la F1, Renault utiliza su experiencia para mejorar continuamente la eficiencia energética de sus motores de producción para aumentar aún más las sensaciones y el placer de conducir. (. . . ) Las sensaciones de un 2 litros con 25 % menos de consumo », anuncia a modo de introducción la marca.
Dos turbocompresores instalados en serie
Lo último en el proceso de miniaturización, este motor de 1598 cm3  de cilindrada entrega una potencia de 165 ch y un par de 380 N m  (desde 1750 tr/min ).
Twin Turbo, este bloque tiene por lo tanto dos turbocompresores que aquí están montados en serie. Esto significa que un pequeño turbo es adecuado para bajas revoluciones (aquí 90 El % del par máximo está disponible a partir de 1500 tr/min ), mientras que otro modelo toma el relevo a mayor velocidad y permite obtener una potencia elevada (100 CV/litro de cilindrada).
Tecnologías de F1
" El motor siempre opera dentro de sus rangos óptimos de rendimiento “, asegura el Losange, que reduciría en un 25 % de consumo y emisiones CO2  respecto al 2,0 l dCi de 175 ch (el 1.6 dCi 165 también pesa 20 kg  menos que este último).
Además de estos dos turbocompresores, el nuevo bloque también hereda ciertas tecnologías de la Fórmula 1, en particular en lo que respecta a la refrigeración y la reducción de la fricción.
Fabricado en la planta de Cléon ( Seine-Maritime ), este bloque, que actualmente no se comparte con Nissan, puede asociarse a la caja de cambios de doble embrague EDC o a una caja de cambios manual. La unidad 1.6 Energy dCi 165 Twin Turbo también se monta, entre otros, en los vehículos de la marca pertenecientes a los segmentos D y E, es decir, los modelos tipo Laguna, Latitude y Espace.
Presentado en Frankfurt en septiembre, este último también inauguró un " concepto de motor » biturbo desarrollado sobre la base del Energy dCi 130. Un prototipo que, por tanto, presagiaba este 1.6 Energy dCi.
|                                | 1.2 TCe                          | 1.2 TCe                                           | 1.3 TCe                              | 1.3 TCe                              | 1.3 TCe                                           | 1.3 TCe                                           | 1.6 TCe                              | 1.8 TCe R.S                                       | 1.8 TCe R.S Trophy                   | 1.8 TCe R.S Trophy EDC               |
| ------------------------------ | -------------------------------- | ------------------------------------------------- | ------------------------------------ | ------------------------------------ | ------------------------------------------------- | ------------------------------------------------- | ------------------------------------ | ------------------------------------------------- | ------------------------------------ | ------------------------------------ |
| Periodo                        | 2016-2019                        | 2016-2019                                         | 2019-presente                        | 2019-presente                        | 2019-presente                                     | 2019-presente                                     | 2016-2019                            | 2018-presente                                     | 2019-presente                        | 2019-presente                        |
| Tipo de motor                  | L4 16v, inyección directa, turbo | L4 16v, inyección directa, turbo                  | L4 16v, inyección directa, turbo,FAP | L4 16v, inyección directa, turbo,FAP | L4 16v, inyección directa, turbo,FAP              | L4 16v, inyección directa, turbo,FAP              | L4 16v, inyección directa, turbo,FAP | L4 16v, inyección directa, turbo,FAP              | L4 16v, inyección directa, turbo,FAP | L4 16v, inyección directa, turbo,FAP |
| Identificación del motor       | H5F                              | H5F                                               | H5Ht                                 | H5Ht                                 | H5Ht                                              | H5Ht                                              | M5MT                                 | M5Pt                                              | M5Pt                                 | M5Pt                                 |
| Cilindrada                     | 1197 cm³                         | 1197 cm³                                          | 1 333 cm³                            | 1 333 cm³                            | 1 333 cm³                                         | 1 333 cm³                                         | 1618 cm³                             | 1798 cm³                                          | 1798 cm³                             | 1798 cm³                             |
| Potencia máxima: CV (kW) @ rpm | 100 CV (74 kW) @ 4500            | 130 CV (96 kW) @ 5500                             | 100 CV (75 kW) @ 4500 rpm            | 115 CV (85 kW) @ 4500 rpm            | 140 CV (103 kW) @ 5000 rpm                        | 160 CV (118 kW) @ 5500 rpm                        | 205 CV (151 kW) @ 6000 rpm           | 280 CV (206 kW) @ 6000 rpm                        | 300 CV (221 kW) @ 6000 rpm           | 300 CV (221 kW) @ 6000 rpm           |
| Par máximo: Nm @ rpm           | 175 Nm @ 1500                    | 205 Nm @ 2000                                     | 200 Nm @ 1400 rpm                    | 220 Nm @ 1500 rpm                    | 240 Nm @ 1600 rpm                                 | 260 Nm @ 1800 rpm                                 | 280 Nm @ 2400                        | 390 Nm @ 2400 rpm                                 | 400 Nm @ 3200 rpm                    | 420 Nm @ 3200 rpm                    |
| Tracción                       | Delantera                        | Delantera                                         | Delantera                            | Delantera                            | Delantera                                         | Delantera                                         | Delantera                            | Delantera                                         | Delantera                            | Delantera                            |
| Transmisión                    | Manual, 6 velocidades            | Manual, 6 velocidades / Automática, 6 velocidades | Manual, 6 velocidades                | Manual, 6 velocidades                | Manual, 6 velocidades / Automática, 7 velocidades | Manual, 6 velocidades / Automática, 7 velocidades | Automática, 7 velocidades            | Manual, 6 velocidades / Automática, 6 velocidades | Manual, 6 velocidades                | Automática, 6 velocidades            |
| Aceleración 0–100 km/h         | 12.3 s                           | 10.6 s                                            | 11.8s                                | 10.7 s                               | 9.2 s                                             | 8.2s s                                            | 7.1 s                                | 5.8 s                                             | 5.7s                                 | 5.7s                                 |
| Velocidad máxima               | 180 km/h                         | 198 km/h                                          | 179 km/h                             | 191 km/h                             | 209 km/h                                          | 212 km/h                                          | 230 km/h                             | 250 km/h Lim.                                     | 260 km/h                             | 255 km/h                             |
| Consumo combinado (L/100 km)   | 5.4-5.5                          | 5.6-5.7                                           | 5.3                                  | 5.4                                  | 5.5                                               | 5.7                                               | 6.0                                  | 6.9                                               | 6.9                                  | 7.1                                  |

|                                | 1.5 dCi                                                                    | 1.5 dCi                                                                    | 1.5 dCi                                                                    | 1.5 Blue dCi                                                               | 1.5 Blue dCi                                                               | 1.5 Blue dCi                                                               | 1.6 dCi                                                                    | 1.7 Blue dCi                                                               |
| ------------------------------ | -------------------------------------------------------------------------- | -------------------------------------------------------------------------- | -------------------------------------------------------------------------- | -------------------------------------------------------------------------- | -------------------------------------------------------------------------- | -------------------------------------------------------------------------- | -------------------------------------------------------------------------- | -------------------------------------------------------------------------- |
| Periodo                        | 2016-2019                                                                  | 2016-2019                                                                  | 2016-2019                                                                  | 2019-presente                                                              | 2019-presente                                                              | 2019-presente                                                              | 2016-2019                                                                  | 2019-presente                                                              |
| Tipo de motor                  | L4 16v, inyección directa, common-rail, turbo, filtro antipartículas (DPF) | L4 16v, inyección directa, common-rail, turbo, filtro antipartículas (DPF) | L4 16v, inyección directa, common-rail, turbo, filtro antipartículas (DPF) | L4 16v, inyección directa, common-rail, turbo, filtro antipartículas (DPF) | L4 16v, inyección directa, common-rail, turbo, filtro antipartículas (DPF) | L4 16v, inyección directa, common-rail, turbo, filtro antipartículas (DPF) | L4 16v, inyección directa, common-rail, turbo, filtro antipartículas (DPF) | L4 16v, inyección directa, common-rail, turbo, filtro antipartículas (DPF) |
| Identificación del motor       | K9K                                                                        | K9K                                                                        | K9K                                                                        | K9K                                                                        | K9K                                                                        | K9K                                                                        | R9M                                                                        | R9N                                                                        |
| Cilindrada                     | 1461 cm³                                                                   | 1461 cm³                                                                   | 1461 cm³                                                                   | 1461 cm³                                                                   | 1461 cm³                                                                   | 1461 cm³                                                                   | 1598 cm³                                                                   | 1749 cm³                                                                   |
| Potencia máxima: CV (kW) @ rpm | 90 CV (66 kW) @ 4000                                                       | 110 CV (81 kW) @ 4000                                                      | 110 CV (81 kW) @ 4000                                                      | 95 CV (70 kW) @ 3750                                                       | 115 CV (85 kW) @ 3750                                                      | 115 CV (85 kW) @ 3750                                                      | 130 CV (96 kW) @ 4000                                                      | 150 CV (112 kW) @ 4000                                                     |
| Par máximo: Nm @ rpm           | 220 Nm @ 1750                                                              | 260 Nm @ 1750                                                              | 250 Nm @ 1750                                                              | 240 Nm @ 1750                                                              | 260 Nm @ 2000                                                              | 260 Nm @ 2000                                                              | 320 Nm @ 1750                                                              | 340 Nm @ 1750                                                              |
| Tracción                       | Delantera                                                                  | Delantera                                                                  | Delantera                                                                  | Delantera                                                                  | Delantera                                                                  | Delantera                                                                  | Delantera                                                                  | Delantera                                                                  |
| Transmisión                    | Manual, 6 velocidades                                                      | Manual, 6 velocidades / Automática, 7 velocidades                          | Manual, 6 velocidades / Automática, 7 velocidades                          | Manual, 6 velocidades /                                                    | Manual, 6 velocidades                                                      | Automática, 7 velocidades                                                  | Manual, 6 velocidades                                                      | Automática, 6 velocidades                                                  |
| Aceleración 0–100 km/h         | 13.4 s                                                                     | 11.2 s                                                                     | 11.2 s                                                                     | 12.1 s                                                                     | 11.1 s                                                                     | 10.6 s                                                                     | 10.0 s                                                                     | -                                                                          |
| Velocidad máxima               | 175 km/h                                                                   | 187 km/h                                                                   | 187 km/h                                                                   | 185 km/h                                                                   | 187 km/h                                                                   | 191 km/h                                                                   | 199 km/h                                                                   | -                                                                          |
| Consumo combinado (L/100 km)   | 3.7-3.9                                                                    | 3.5-3.8                                                                    | 3.5-3.8                                                                    | 3.9                                                                        | 3.8                                                                        | 4.1                                                                        | 4.0                                                                        | -                                                                          |

##### E-TECH Plug-in
Esta versión híbrida enchufable está equipada con un motor 91 ch de 1.6 litros. H4M Renault-Nissan, con ciclo de combustión Atkinson, asociado a un alternador-motor de arranque 34 ch y un motor eléctrico 67 ch, para una potencia acumulada de 160 ch . La energía generada (por recuperación o producida por el motor de combustión interna) o de la red durante la recarga se almacena en una batería de iones de litio de 9,8 kWh  que permite un viaje de 50 km (WLTP) en modo totalmente eléctrico. Esta batería, colocada en la parte trasera, pesa 105 kg. El alternador-arrancador está conectado directamente al motor térmico. Su papel es ponerlo en marcha, asistirlo o producir electricidad. El motor-generador principal está ubicado al final de la caja de engranajes de garra robótica. Esto permite obtener en total, gracias a sus ratios "4+2" + neutro, 15 combinaciones posibles para hacer frente a todo tipo de situaciones. Ejemplos : desconecte el motor-generador principal si el pequeño alternador-arrancador es suficiente para mejorar la eficiencia, o cuando esté parado, propulse el motor-generador principal utilizando el motor de combustión interna para recargar la batería. Esta caja robótica y electrificada se llama internamente Locobox en el fabricante. Es específico para los vehículos híbridos de la marca. El vehículo puede alcanzar los 135 km/h en modo 100 % eléctrico.
Dispone de 3 modos de conducción :
- Puro : le permite cambiar a conducción 100 % eléctrico (sujeto a reserva suficiente).
- Mi sentido : optimiza el modo híbrido y permite mantener una reserva de carga para pasar a la conducción 100 % eléctrico en el momento adecuado.
- Deporte : le permite beneficiarse del máximo rendimiento combinando la potencia de los tres motores.

En abril de 2023, este motor fue eliminado del catálogo.

### Acabados
- Life: aire acondicionado manual, radio Bluetooth con pantalla de 11 cm, control de crucero y limitador de velocidad, asistente de arranque en pendiente, faros antiniebla, tapacubos Florida de 16" (fase 1)
- Zen: acabado Life + climatizador automático/bizona, sistema R-Link (Easy-link en fase 2), retrovisores abatibles eléctricamente y pantalla de 18 cm, llantas Silverline de 16"
- Business: Acabado Zen + alerta de distancia de seguridad, y posibilidad de tener un motor más potente. (reemplazado en 2018 por el acabado Limited)
- Intens: acabado Zen + tapizados de alta gama, faros Full LED Pure Vision, pantalla más grande (22 cm), posibilidad de elegir modo de conducción MULTI SENSE y llantas Bayadère de 17" o Grand Tour de 18"
- GT: Acabado Intens + Chasis y suspensiones Renault Sport, dirección a las cuatro ruedas (4Control), asientos deportivos, motor de 205 CV (TCe) o 165 CV (dCi), caja de cambios de doble embrague (EDC6 (dCi) y EDC7 (TCe) y control de lanzamiento
- GT Line: acabado Zen o Intens + partes de la carrocería, Decaro de 17" (Zen), llantas de aleación Grand Tour de 18" e interior de GT (Intens)
- RS: acabado GT + motor 1.8 TCe de 280 CV, interior deportivo y colores específicos adicionales ("Yellow Sirius" y "Orange Tonic")
- RS Trophy: Acabado RS + motor 1.8 TCe de 300 CV, chasis Cup y frenada reforzada de serie, silenciador trasero open/close flap system, llantas Jerez de 19"

A partir de julio de 2022, el Mégane recibe un nuevo acabado :
- Ingeniería de E-Tech

### serie especial
- Limited 2018 : finition Zen + jantes 17" Diamantées Noir + Rétroviseurs Noir + vitres teintées
- Limited 2017: finition Business/Zen + finition sobre et intérieur noir mat et imitation carbone + Jantes Dark Exception 17 pouces.
- GT-Line : Jantes Grand Tour Black Shadow de 18 pouces, badges GT-Line à l'arrière et sur les ailes avant, coques de rétroviseurs et écopes latérales à la finition Dark Métal.

## Mégane Sedán (o Mégane GrandCoupe)

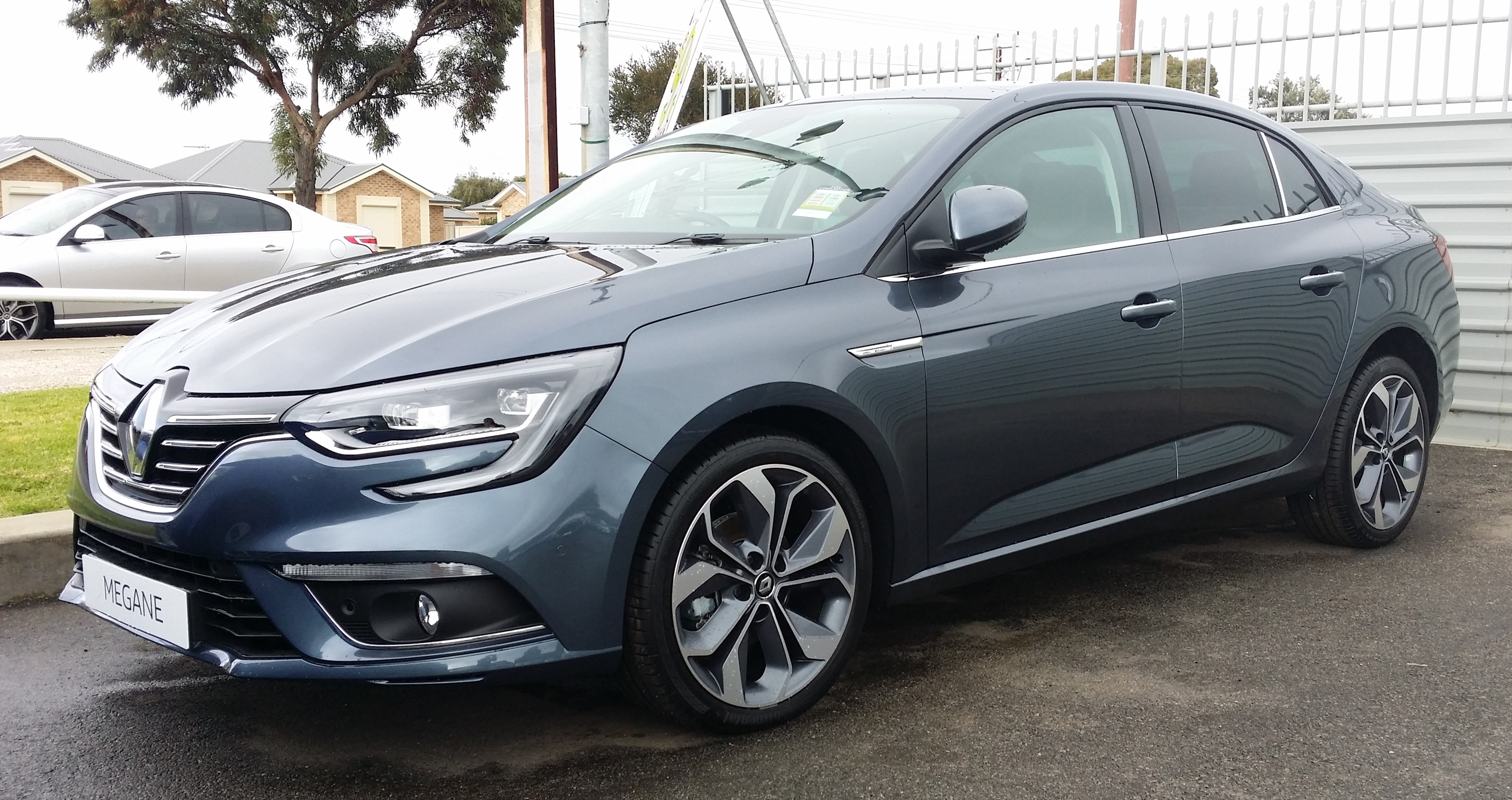
Renault Mégane IV Sedán fase 1

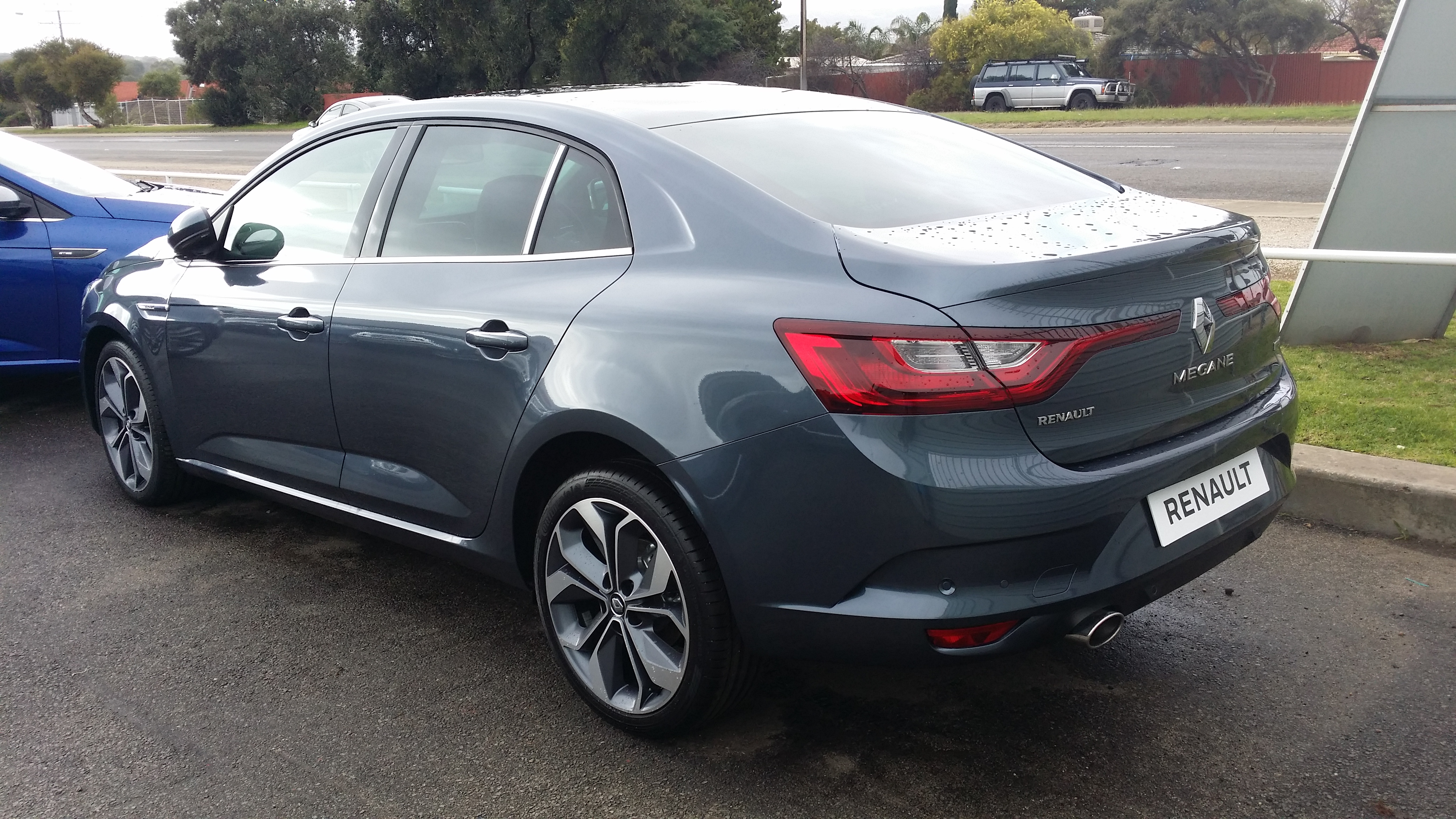
Renault Mégane IV Sedán fase 1

La versión Sedan del Renault Mégane IV se presenta enjuillet 2016julio de 2016. Ofrece mayor espacio interior en las plazas traseras y el volumen del maletero es de 508 dm3  . Se comercializa en Turquía y Medio Oriente, África, Australia, países de Europa del Este y algunos países de Europa Occidental y Central como Italia, Polonia, Serbia, Rumania. Según el mercado, se ofrece con dos motores de gasolina. : el SCe 115 y el TCe 130. La oferta Diesel se compone de los dCi 90, dCi 110 y dCi 130. Solo el motor de gama media puede recibir la transmisión de doble embrague EDC de 6 velocidades.

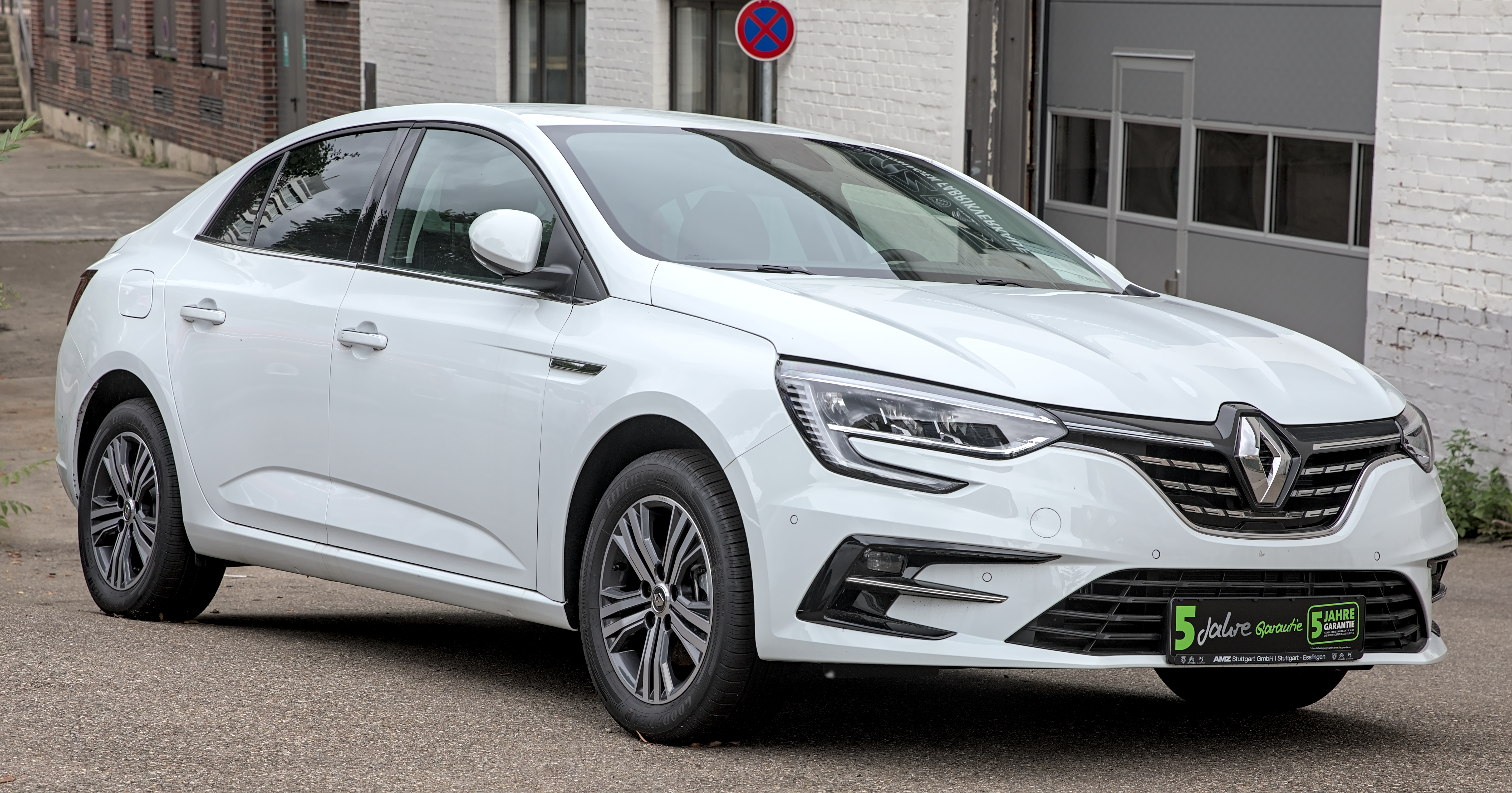
Renault Mégane IV Sedán fase 2

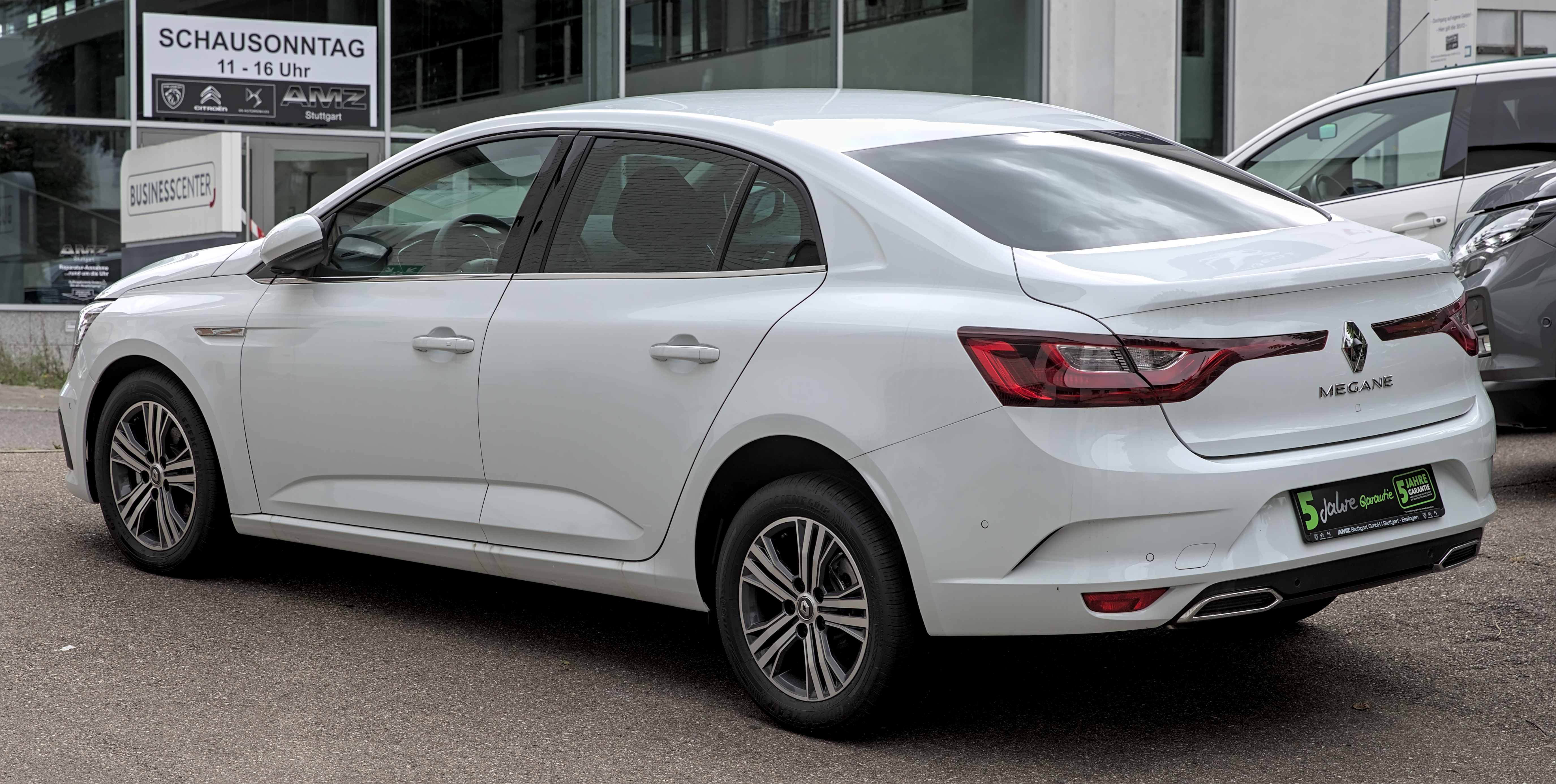
Renault Mégane IV Sedán fase 2

El restyling se implementa en esta variante en febrero de 2021. Recibe en esta ocasión un nuevo bloque 1.0 TCe 115.

## Versiones deportivas

### Mégane GT
Además del Mégane clásico, Renault presentó su versión GT en el Salón del Automóvil de Frankfurt de 2015. La versión Estate del Mégane también está disponible en una versión deportiva GT.

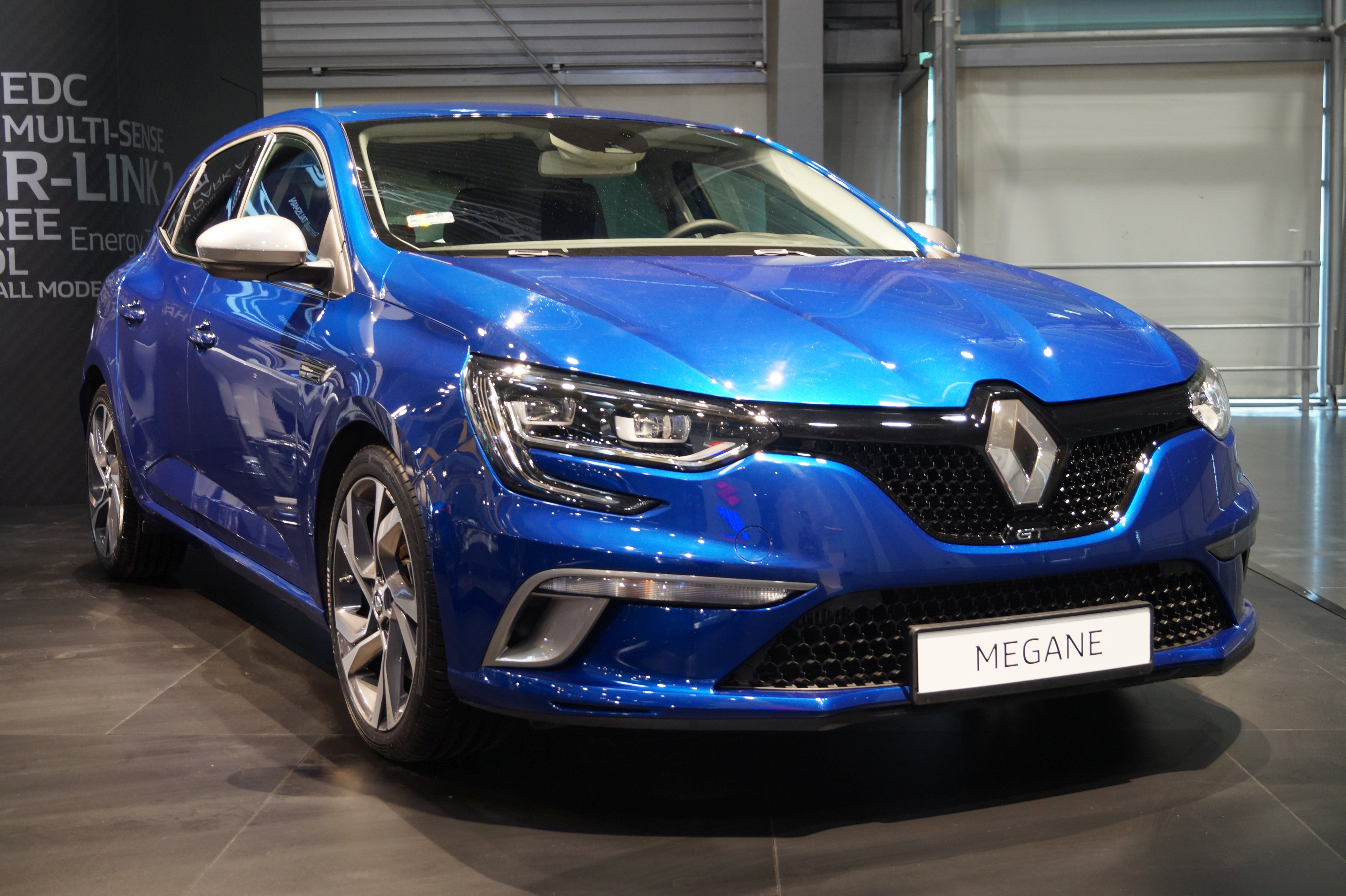
Mégane IV GT Hatchback
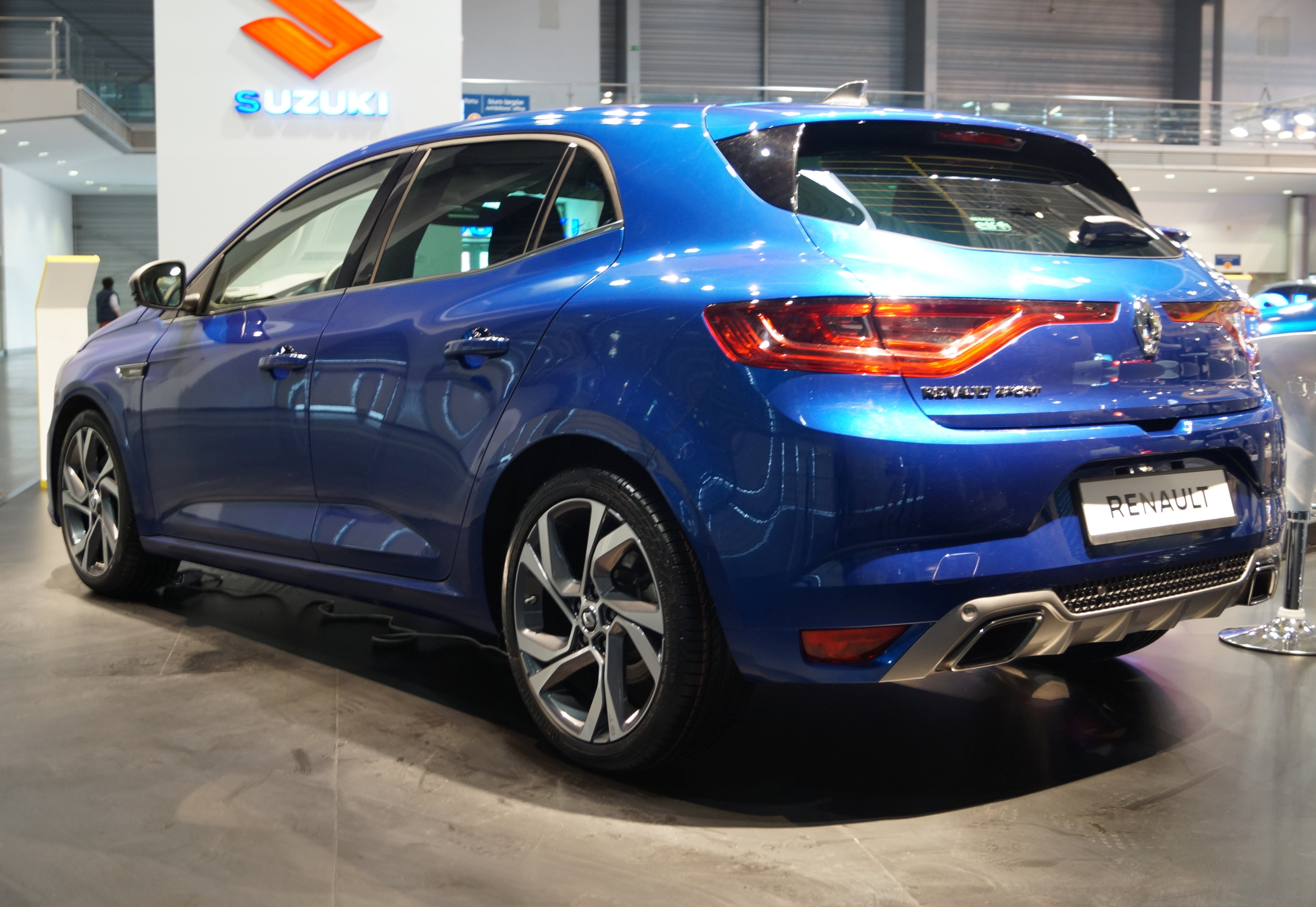
Mégane IV GT Hatchback
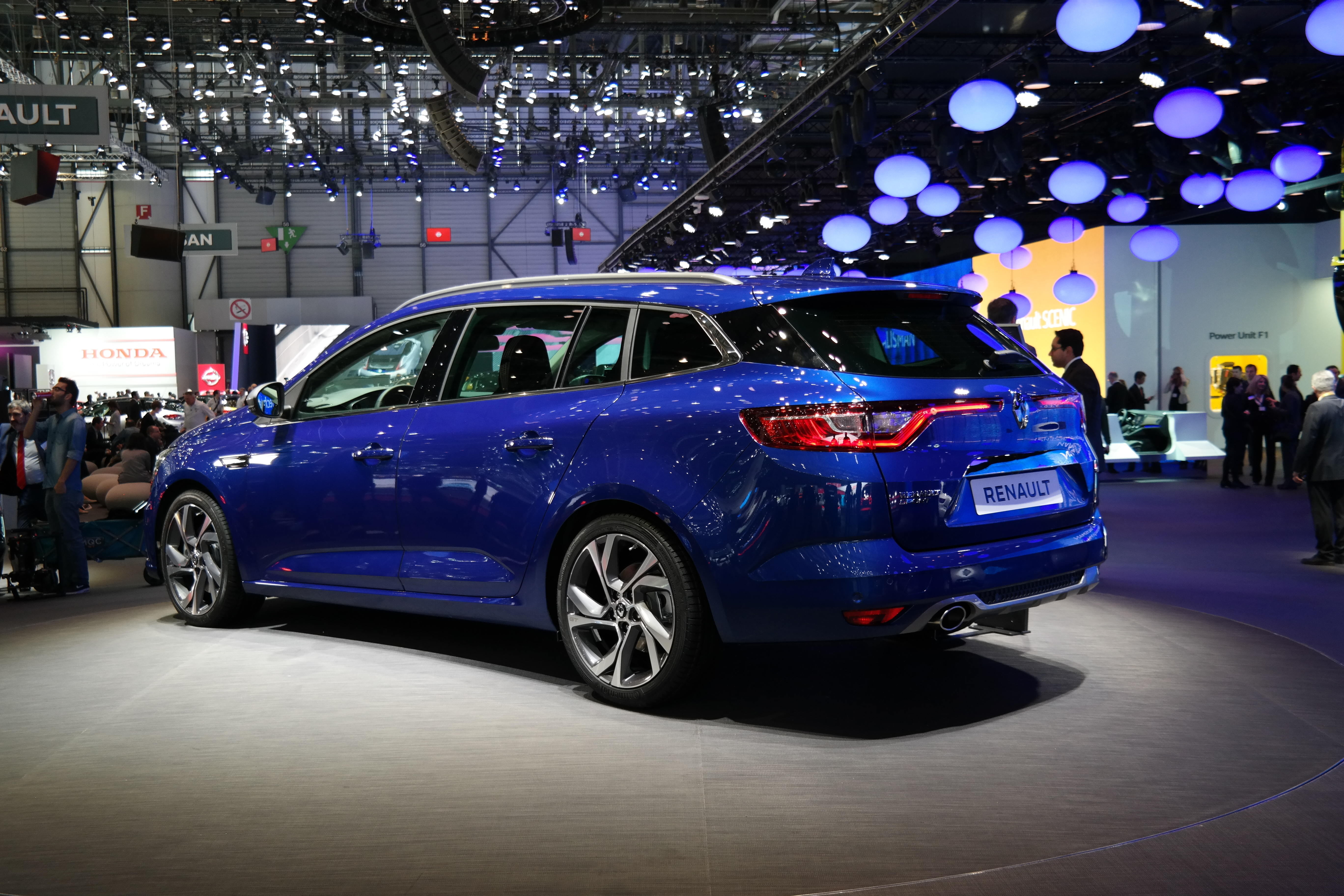
Mégane IV GT Estate
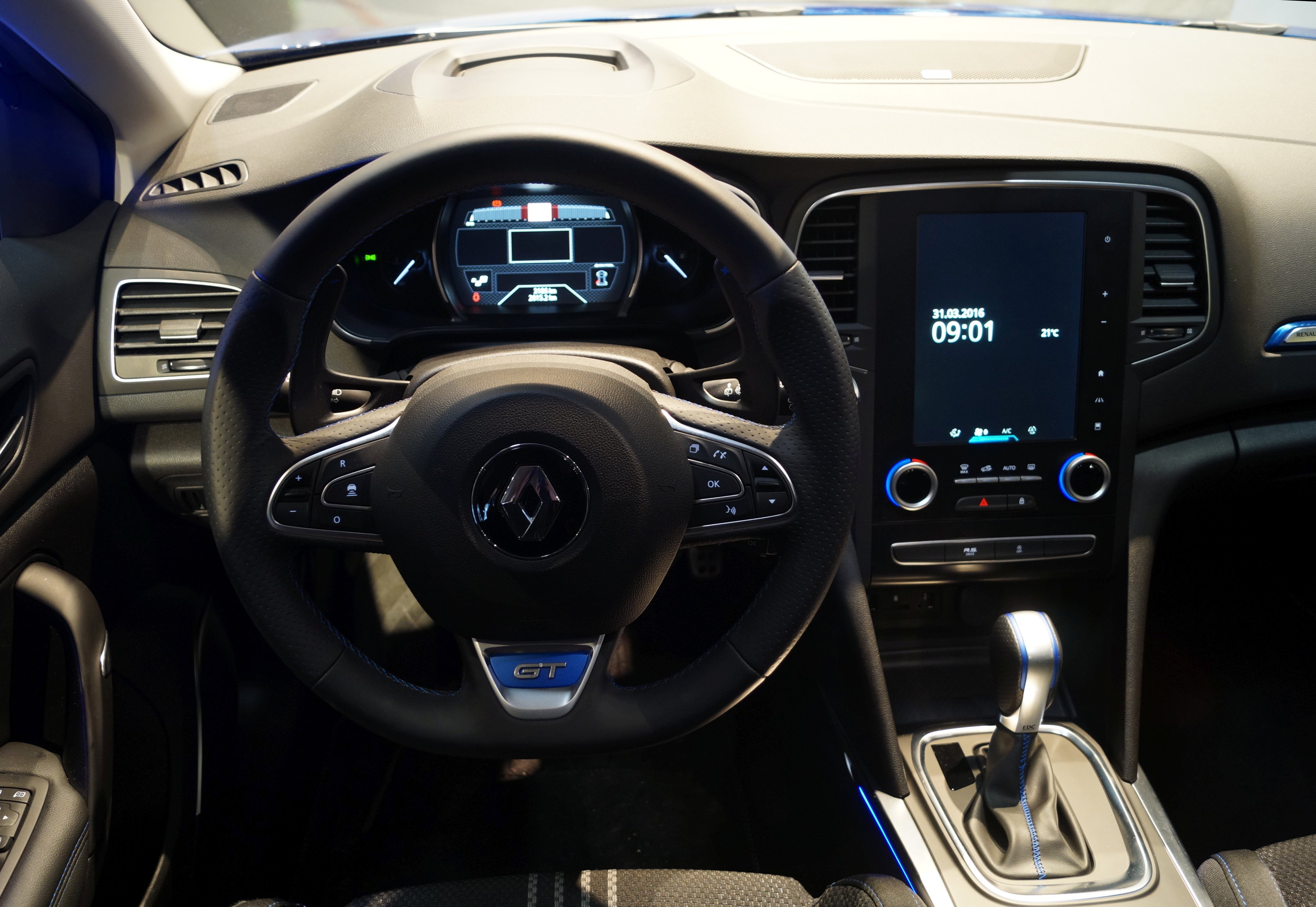
Interior

### Mégane R.S.
El Mégane 4 RS, presentado enjanvier 2018enero 2018 con motor 1.8 TCe 280 ch para colocarse en la misma línea que la competencia. Renault ofrecerá la posibilidad de elegir entre una caja de cambios automática (DCT) o manual. El motor RS está tomado de su nuevo primo técnico, el Alpine A110 . Renault presenta el Mégane 4 RS, aún bien camuflado, el 26 de mayo de 2017 en el Gran Premio de F1 de Mónaco. Sin embargo, unos días después, circula en Internet una foto robada sin camuflaje del RS. Fue presentado oficialmente a los periodistas y al público en general en el Salón del Automóvil de Frankfurt de 2017.
En Renault, los compactos deportivos aparecieron en la década de 1980 con el dúo Renault 9 Turbo y Renault 11 Turbo, siendo el descendiente el Mégane IV RS. A diferencia del Mégane II RS y Mégane III RS, ya no tiene el " motor F 1998 cm3  16V Turbo (tipo F4Rt), ahora es un " motor M » 1798 cm3  16S Turbo con inyección directa (tipo M5Pt).

#### Mégane RS Trophy
En julio de 2018, Renault presentó la versión Trophy del Mégane IV RS con un motor de 300 CV y 400 N m  de par ( 420 N m  para la caja de cambios automática EDC). Esta versión tiene, de serie, el chasis Cup y un diferencial de deslizamiento limitado Torsen.

Renault Mégane RS Trophy
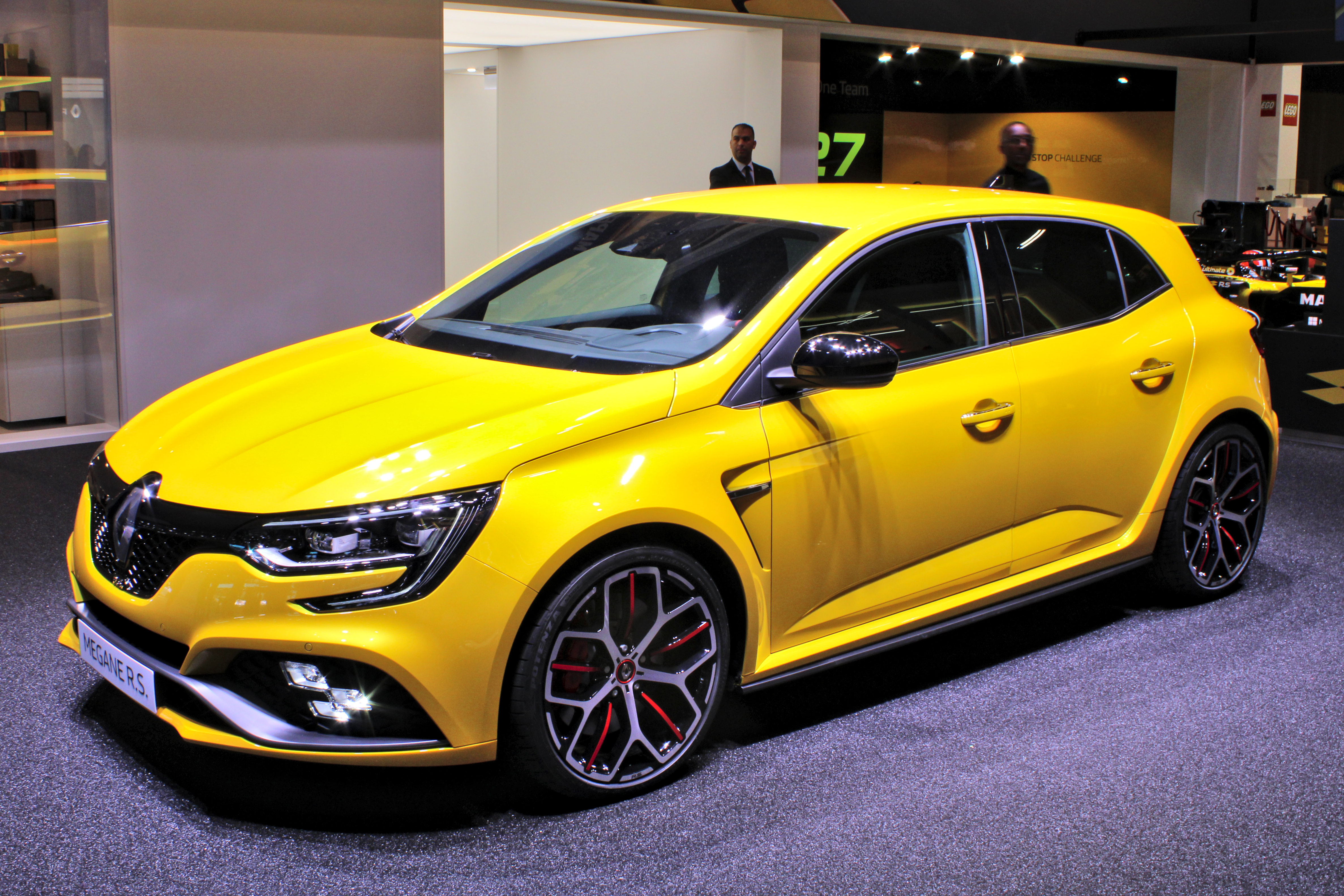
La parte delantera del vehículo
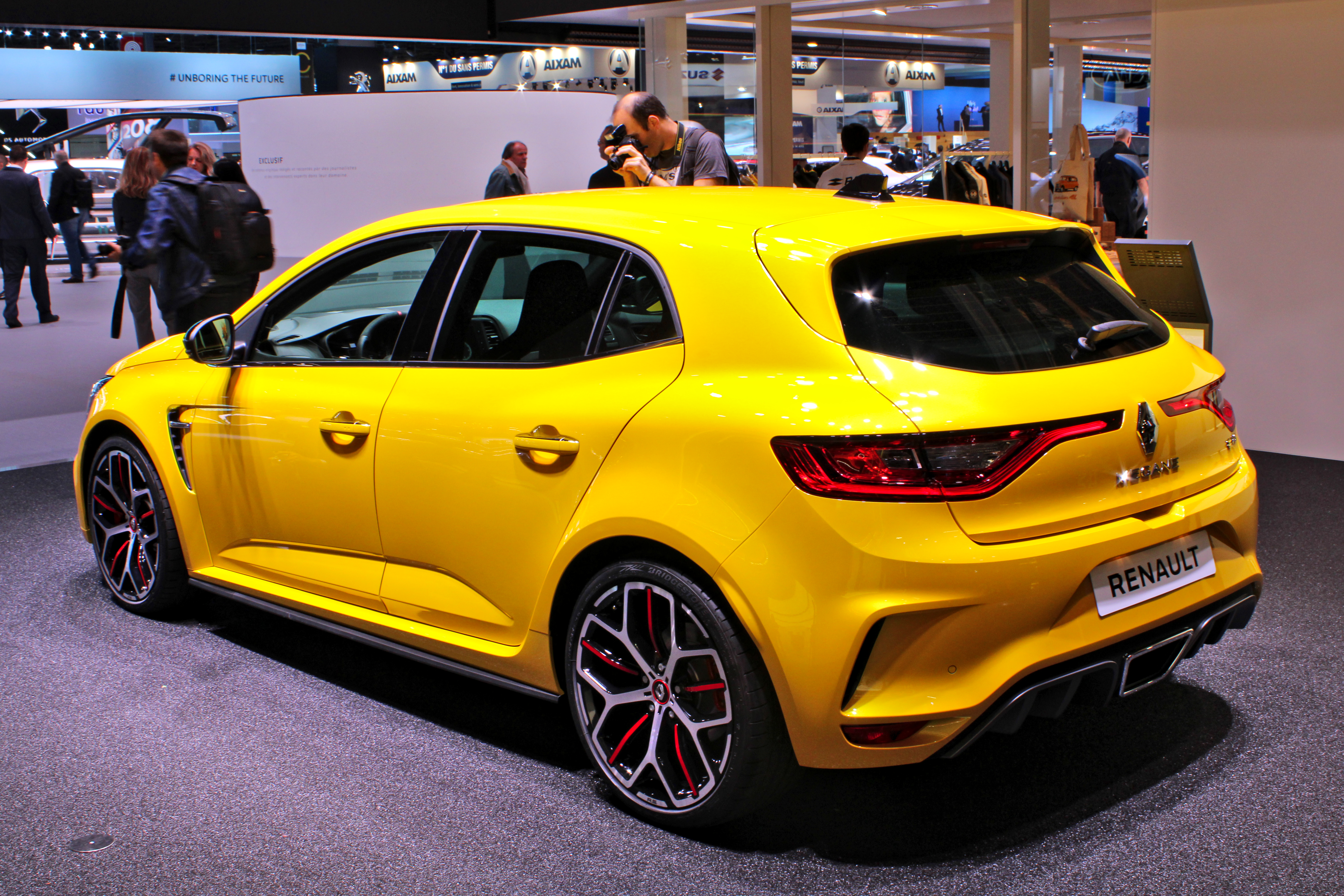
La parte trasera del vehículo

#### Mégane RS Trophy R

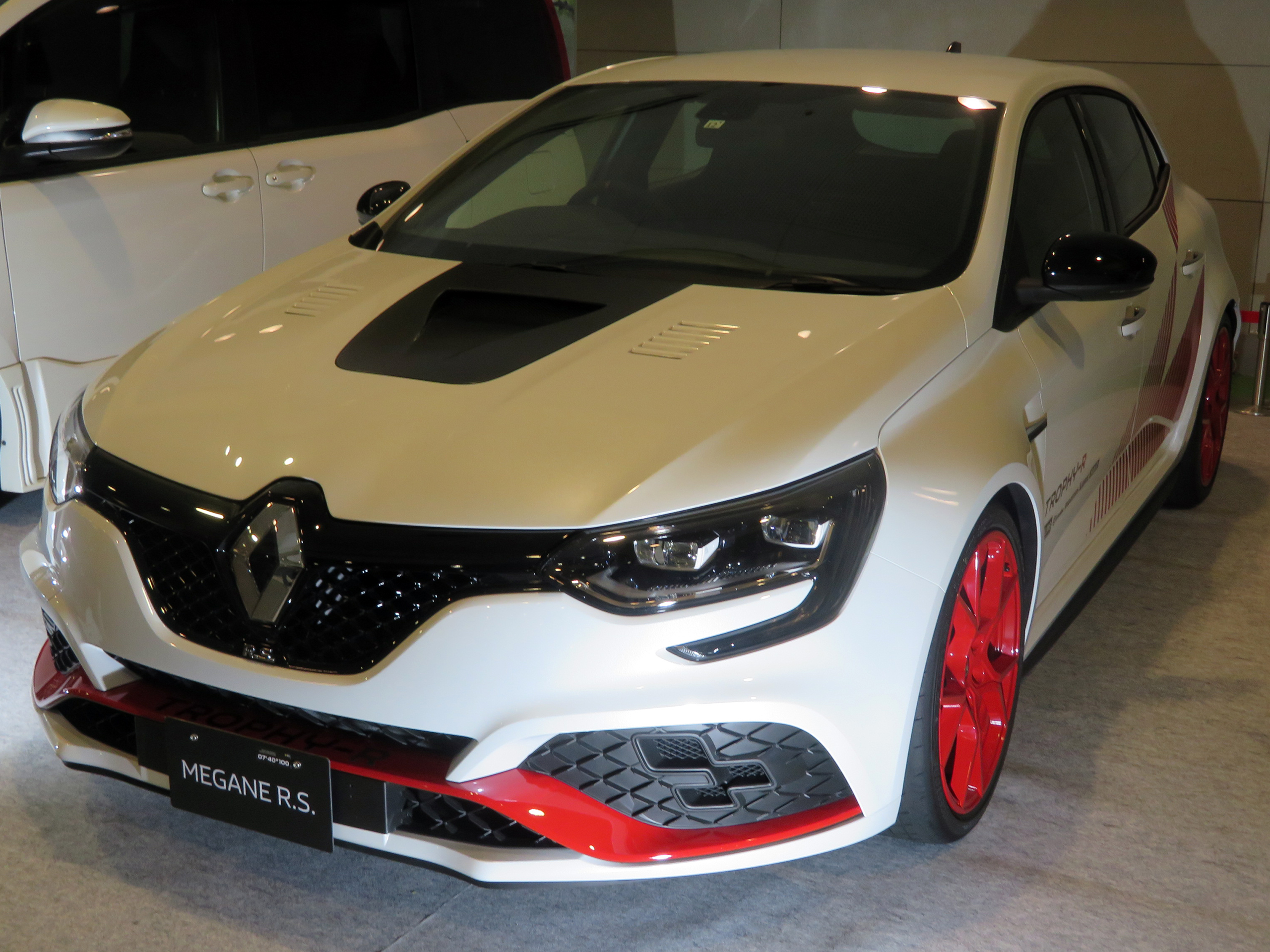
Megane RS Trophy-R vista frontal

Al igual que con los dos modelos Mégane RS anteriores, Renault presenta el nuevo Trophy R en 2019.
Utiliza el motor del Trophy al que se acopla una caja de cambios manual de 6 velocidades. Para ahorrar peso y recuperar el título de tracción más rápida de Nürburgring, abandona el chasis 4Control.
Para ahorrar aún más peso, se puede equipar con un kit de frenos de cerámica de carbono opcional en la parte delantera, así como con 4 llantas de carbono. El modelo que batió el récord de mejor tracción en Nordschleife estaba equipado con él.

#### Mégane RS Ultimate
El Mégane RS, que es el último modelo producido por Renault Sport, desaparecerá en 2023. Para el final de su carrera, a partir de noviembre de 2022 ofrece una serie limitada de 1.976 unidades denominada RS Ultime. Esta serie tiene su estreno mundial en el Salón del Automóvil de Tokio de 2023.
El Mégane RS Ultime recibe adhesivos negros específicos en las puertas y guardabarros delanteros, el paragolpes trasero, el capó y el techo. Otros elementos están en negro. : el contorno de las ventanas, los logotipos y monogramas, las carcasas de los espejos, los difusores, así como la hoja F1 en la cara frontal.